# Wolfratshausen
Wolfratshausen este un oraș din districtul Bad Tölz-Wolfratshausen, regiunea administrativă Bavaria Superioară, landul Bavaria, Germania.

## Galerie de imagini

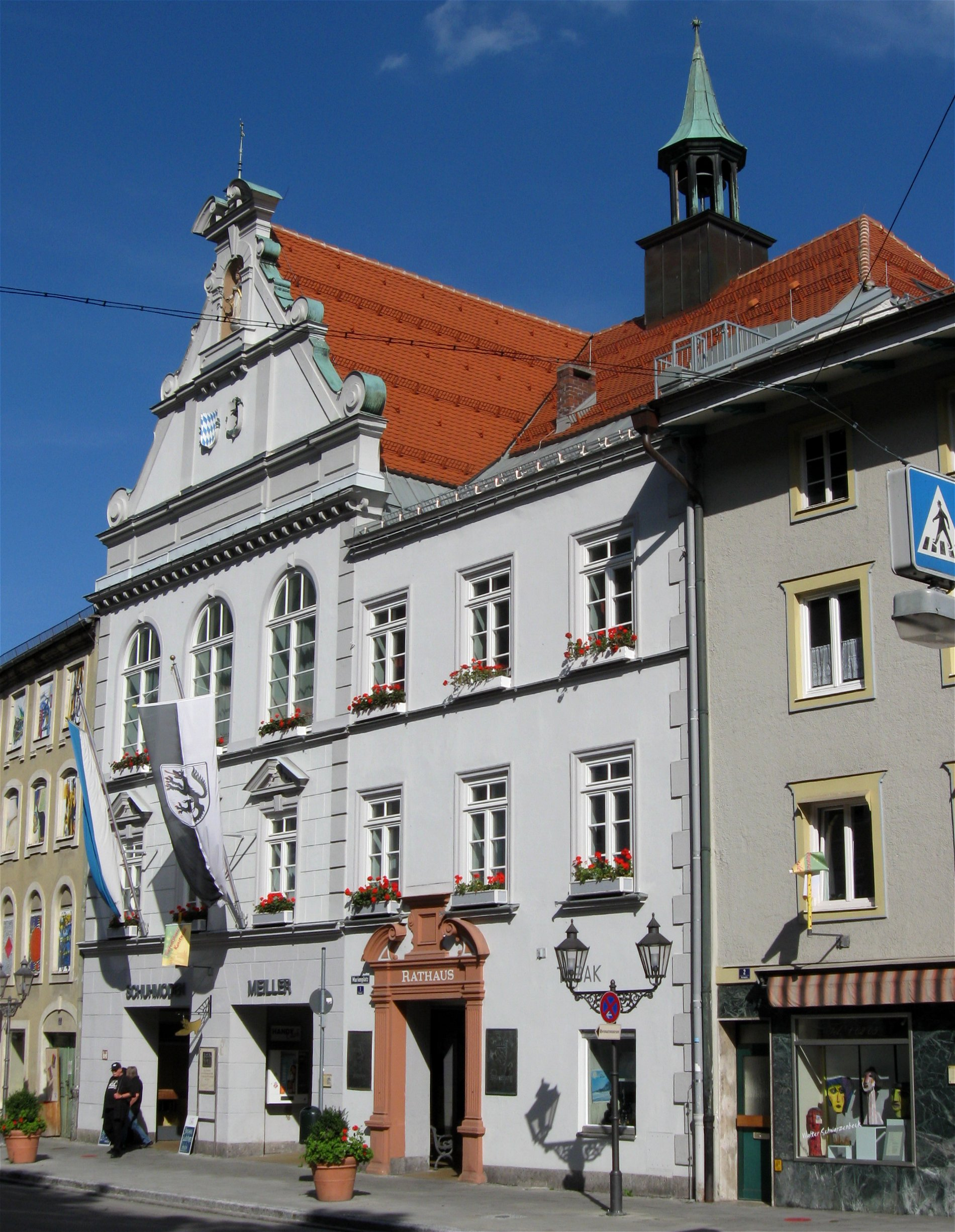
Primăria